# Pedreña
Pedreña es una localidad española del municipio de Marina de Cudeyo, en Cantabria. En el año 2024 la localidad contaba con 1289 habitantes (INE).

## Descripción

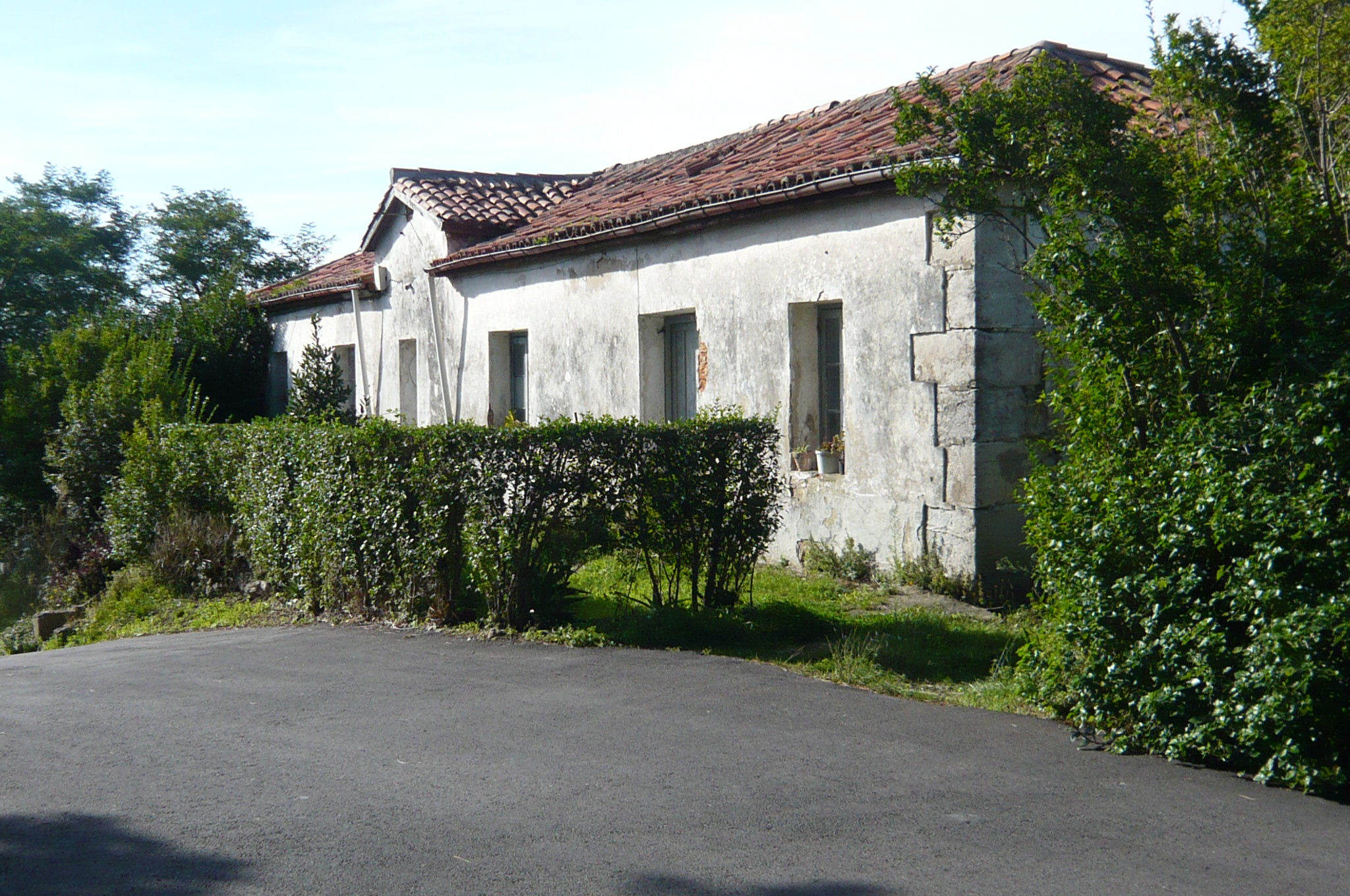
Antiguo cuartelillo de la Guardia Civil en Pedreña

Está situado a 38 metros de altitud, y está a una distancia de 3 kilómetros de la capital municipal, Rubayo.
Los barrios que componen la localidad son Evaristo Lavín, Campo La Sierra, Consolación, Corino, Cuatro Caminos, Avenida Severiano Ballesteros, Onso, Ventura Hontañón Castanedo, La Junquera, El Cristo, El Monte, El Muelle, El Rostro, La Barquería, La Iglesia, La Portilla, La Rotiza, La Valle, Provincias, San Roque, Venecia, y Vía.
Destaca del lugar, su emblemático campo de golf, inaugurado en 1928, su puerto deportivo, con magníficas vistas de la bahía de Santander y su centenario equipo de remo. Cabe destacar igualmente el tesorillo de Ambojo, un conjunto de monedas medievales halladas en las inmediaciones del cementerio, declarado Bien de Interés Cultural en el año 2002.

## Patrimonio
- Iglesia parroquial de San Pedro
- Casa de los Padres Jesuitas o del Conde Portillo
- Casa de Nocedal
- Escuelas